# Visual Rights Group
De Visual Rights Group is een Belgisch/Deens bedrijf dat zich volgens eigen zeggen richt op bemiddeling bij copyrightinbreuken, met name gericht op fotomateriaal. Het bedrijf is een door de Belgische overheid erkende 'beheersentiteit voor auteursrechten' en spoort auteursrechtenschendingen op en doet vervolgens namens de opdrachtgever een schikkingsvoorstel. Visual Rights Group werkte eerder onder de naam Permission Machine en ook enige tijd als Graphics Detective.. Het werd in december 2024 overgenomen door het Deense Copyright Agent.
Het oorspronkelijke doel van het bedrijf was om het voor eindgebruikers makkelijker te maken de licentie bij een foto op internet te verwerven.

## Organisatie
Het bedrijf heeft in 2024 vestigingen in België, Parijs, Paddock Wood in Engeland en in Los Angeles. Het bedrijf startte in 2013 als Permission Machine en nam in 2022 de huidige naam aan. Bij de oprichting verkreeg het steun van Imec en van Participatiemaatschappij Vlaanderen.
Het bedrijf was eerst een BVBA en is sinds 2021 een Besloten Vennootschap. Vanaf april 2022 is Filip Weyers CEO van het bedrijf. Bestuurder en CEO sinds juli 2023 is Bert Cattoor. Hij volgde Ywein Van den Brande op, die in 2021 benoemd werd tot bestuurder en die een van de oprichters was met de meeste aandelen. Van den Brande is computerwetenschapper en jurist gespecialiseerd in ICT en auteursrechten. Hij studeerde in Leuven, in Rouen en in Los Angeles. Bij de oprichting was ook het internet bedrijf Edge.be een van de vennoten.
Het bedrijf groeide snel en werd in 2022 genomineerd voor een Trend Gazelle.
In december 2024 verscheen de aankondiging dat het bedrijf ging fuseren met Copyright Agent, dat in Kopenhagen gevestigd is. Vanaf 2025 is Christoffer Feilberg de bestuurder.

## Opdrachtgevers en samenwerkingspartners
In 2024 werkt het bedrijf onder andere samen met verschillende persbureaus. In 2025 richt het zich ook op persagentschappen, foto-databanken en individuele fotografen.
Het Franse Hemis, het Nederlandse ANP, het Belgische Belga, Reporters en Photo News en het in Duitsland gevestigde European Pressphoto Agency zijn partners. Ook werkt het voor Visions Pictures, een bedrijf dat botanische foto's beschikbaar heeft.
Het ANP werkt samen met het bedrijf om de auteursrechten te beschermen "in opdracht van zijn fotografen", aldus commercieel directeur Jessica van der Waal. Hoewel er veel protesten zijn tegen de aanpak, om direct na constatering van het "vergrijp" en rekening te sturen, verdedigt het ANP de werkwijze van Visual Rights Group, door een vergelijking met een winkeldiefstal. "Bij een winkeldiefstal krijg je immers ook niet eerst een waarschuwing" volgens het ANP.

## Werkwijze als Visual Rights Group
Het bedrijf speurt in opdracht van de eigenaar van fotobestanden op het internet naar ander gebruik van de foto's. Vervolgens stuurt het bedrijf een rekening naar de gebruiker van de afbeelding. Als de gebruiker niet betaalt wordt een deurwaarder ingeschakeld en volgt eventueel daarna nog een rechtszaak. De organisatie wordt wel eens aangeduid als "fotomaffia" of "copyright troll". Dit is geen juridische kwalificatie en de werkwijze van Visual Rights Group is correct.
De organisatie zou ook - onterecht - optreden tegen online acties die qua auteursrechten toegestaan zouden zijn, zoals het embedden van andere webpagina's, of reproduceren van andere informatie onder het citaatrecht. Deze voorvallen zijn de uitzondering. De organisatie staat onder controle van de FOD Economie bevoegd voor auteursrechten die alle klachten behandelt.
Voor het opsporen van auteursrechtenschendingen gebruikt het bedrijf een speciale technologie, waarbij online foto's met elkaar vergeleken worden. De software gebruikt als bronbestanden de beeldbank van de opdrachtgever. De software speurt het internet af en stelt de inbreuken vast. Na het vinden van inbreuken wordt een dossier opgesteld om naar deze inbreukpleger te sturen.
Non-profitorganisaties zonder inschrijving bij de Nederlandse Kamer van Koophandel resp. de Belgische Kruispuntbank worden niet aangeschreven. Ook negeert het bedrijf kleine thumbnails tot 100x100 pixels. Een organisatie als de Groninger Studentenkrant, als Stichting ingeschreven bij de Kamer van Koophandel, want dat is nu eenmaal verplicht in Nederland, kreeg in 2024 te maken met een claim van € 1934 voor het gebruik van zes foto's van het ANP in de periode 2016-2020. Met een crowdfunding konden ze het door VRG gereduceerde bedrag bij elkaar krijgen. Ook een vrijwilligersorganisatie als de Hengelose IJsclub ontving in 2025 een rekening.
Namens de rechthebbende van een foto verzorgt Visual Rights Group ook de juridische afhandeling. Organisaties of personen die rechten schenden ontvangen dan ook een brief geschreven door Visual Rights Group, in het geval van het ANP met het logo van het bedrijf waarvoor het opereert. Het bedrijf zegt zelf te bemiddelen tussen de rechthebbende en de schender van het auteursrecht. Als het echter niet lukt om een minnelijke schikking te bereiken kan een juridische procedure volgen.
De bedragen die het bedrijf volgens prijspeil 2022 in rekening brengt bedragen ten minste € 300, maar vaak meer. De bedragen zijn volgens de Visual Rights Group gebaseerd op de volgende componenten:
- € 40 aan kosten voor communicatie door het bedrijf zoals opstellen en verzenden van het dossier. Deze kosten zouden ontleend zijn aan artikel 14 van Europese Richtlijn 2004/48/EG, betreffende de handhaving van intellectuele-eigendomsrechten.[29]
- € 209 aan kosten voor opsporing en onderzoek. Dit bedrag zou zijn gebaseerd op overweging 26 van genoemde richtlijn.[29]
- € 50 - 250 of meer als (schade)vergoeding voor de rechthebbenden. Dat bedrag zou zijn opgebouwd uit drie componenten die volgens Visual Rights Group gebaseerd zijn op artikel 13 van genoemde richtlijn, die betrekking heeft op een door een rechter vast te stellen schadevergoeding, zoals winstderving van de benadeelde partij[29]
  - De prijs die de rechthebbende in rekening brengt voor een licentie
  - Morele schade
  - Andere negatieve economische factoren

Ten slotte eist het bedrijf dat de foto van de website verwijderd wordt, ook indien het geëiste bedrag is betaald.

## Periode Permission Machine
In de tijd dat het bedrijf handelde met de naam Permission Machine (2013 - 2024) kreeg het veel kritiek, met name op de hoge schadevergoedingen en andere tarieven die het bedrijf in rekening bracht. De tarieven konden honderden tot duizenden euro’s bedragen.
In 2019 won fotobureau Hollandse Hoogte een rechtszaak tegen een moeder die een werkstuk van haar 9-jarige dochter online had gezet. In dat werkstuk stonden enkele foto's die het meisje van het internet had geplukt. De moeder wilde er een principezaak van maken, maar werd door de Nederlandse kantonrechter veroordeeld tot betaling van het geëiste bedrag en de proceskosten. Ook andere rechtszaken in Nederland werden door het bedrijf gewonnen, hoewel de rechter niet in alle gevallen meeging met de hoogte van de claims, zoals ook een zaak bij De Rijdende Rechter.
Het bleek echter dat Permission Machine ook onterechte claims indiende omdat het niet controleerde of haar opdrachtgever de rechthebbende is. Zo kreeg het tijdschrift Emerce tweemaal te maken met het bedrijf omdat het foto's van het ANP onrechtmatig gebruikt zou hebben. Het bleek echter te gaan om rechtenvrije foto's die verspreid waren als onderdeel van persberichten. Ook werden er claims ingediend namens het ANP voor foto's van de NASA, die gepubliceerd worden in het Amerikaanse publiek domein.
In België kwamen klachten binnen bij de Economische Inspectie over de per bot verstuurde mails met claims door Permission Machine. Het bedrijf zou pas een inhoudelijke toetsing uitvoeren nadat de ontvanger van de mail protest aantekende. Geen enkele klacht werd ontvankelijk verklaard.
In 2021 spande Permission Machine bij de ondernemingsrechtbank in Gent een rechtszaak aan tegen Kortom, een Belgische vereniging voor overheids- en socialprofitcommunicatie. Kortom schakelde advocaten in die tegenover de rechtbank stelden dat Permission Machine werkte op een agressieve manier en met onredelijke eisen. Volgens Kortom zette Permission Machine "particulieren, kleine en grote organisaties onder druk om licenties te betalen met eenzijdig opgelegde tarieven en verhogingen". Het bedrijf zou daarbij geen rekening houden met onder andere de context en de omstandigheden.De beschuldiging voor de rechter was dat het bedrijf overdreven vergoedingen zou vragen aan kleine verenigingen zonder winstoogmerk, en dat de bedragen die geëist werden op een willekeurige manier werden vastgesteld. Op 3 november 2021 kreeg Kortom gelijk van de rechtbank. De voorzitter van de ondernemingsrechtbank was in kort geding na onderzoek van de methodiek van Permission Machine van oordeel er sprake is van misbruik. Overtredingen werden opgespoord om er geld aan te verdienen, en niet om de mogelijke schending van auteursrechten te doen stoppen. Permission Machine vraagt dan ook nooit om de inbreuk op de auteursrechten te stoppen. De rechtbank stelde dat de werkwijze van Permission Machine alle kenmerken vertonen van een ‘auteursrechttrol.’ Daarnaast was de voorzitter van mening dat Permission Machine er te vanzelfsprekend van uitging dat er bij de door hen opgespoorde foto's sprake was van rechtenschending.
In eerste instantie kondigde Permission Machine een hoger beroep aan tegen de uitspraak, maar besloot daarvan af te zien. De zaak werd minnelijk geregeld.
De kwalificatie als trol werd uitgebreid bekritiseerd in de rechtsleer, o.a. door Paul Maeyaert. Ook het Hof van Beroep te Antwerpen heeft deze kritiek niet gevolgd in en noemt bedrijven als Visual Rights Group in een arrest van 2 oktober 2024 een belangrijk hulpmiddel voor auteurs en fotografen en een lovenswaardig initiatief:
In 2022 besloot het bedrijf om de voorheen gehanteerde handelsnaam, Permission Machine, te veranderen in Visual Rights Group. Ook veranderde het bedrijf na kritiek van de rechter zijn tarievenstructuur en werkwijze. Daarmee gingen de geëiste bedragen omlaag.